# Peter Willer

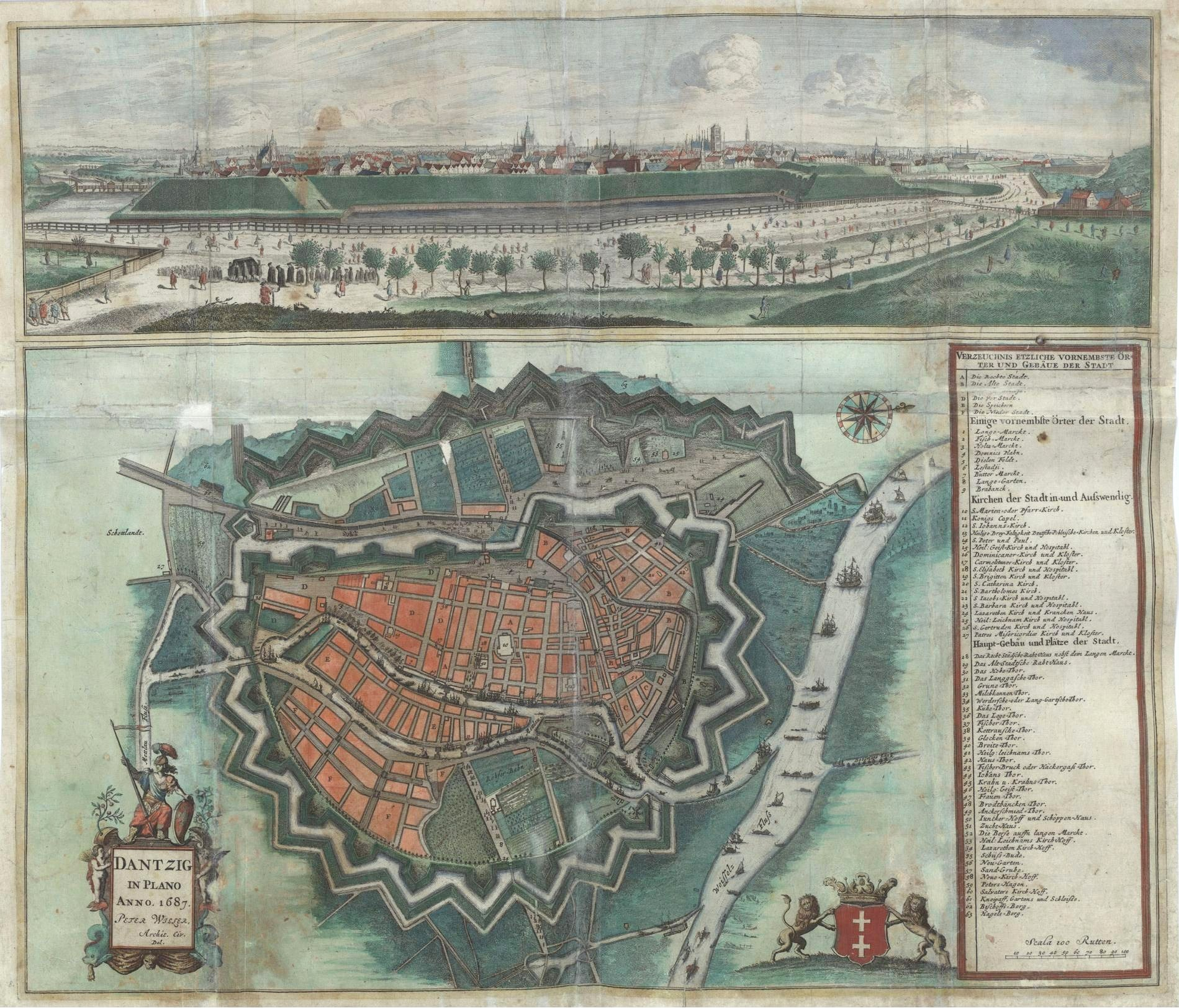
Plan von Danzig, 1687

Peter Willer (* um 1635; †  kurz vor 11. Januar 1700 in Danzig, Polnisch-Preußen) war ein niederländischer Architekt und Konstrukteur in Warschau, Amsterdam und Danzig.

## Leben und Wirken

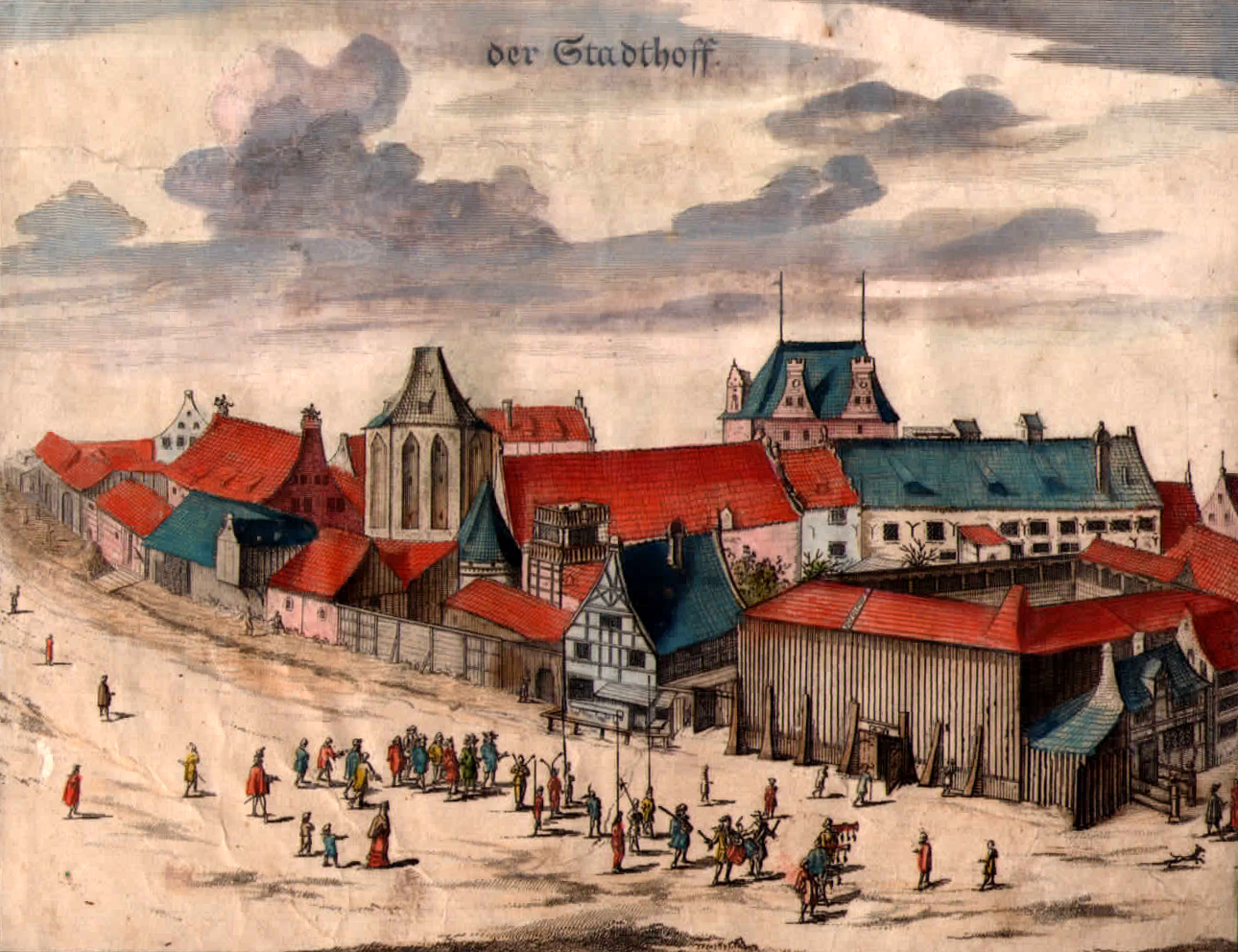
Fechtschule in Danzig, 1687, später koloriert

Seine Herkunft ist unbekannt. 1651 trat Peter Willer in den Dienst des polnischen Königs Johann Kasimir und entwarf für diesen zwei Lusthäuser, ein Brauhaus, eine Mühle und eine Schleuse in Nieporent und Warschau. Nach einigen Jahren zog er nach Amsterdam und war dort unter anderem beim Bau des neuen Rathauses (unter Jacob van Campen) beteiligt.
Seit 1661 war Peter Wille Stadtbaumeister in Danzig. Bei welchen Bauten und Arbeiten in dieser Zeit er konkret beteiligt war, ist unsicher. 1687 erschienen über 30 Darstellungen von ihm von Gebäuden und Orten in und bei Danzig in einem Werk über die Geschichte und Architektur der Stadt. Diese zeichnen sich durch eine hohe Detailgenauigkeit aus und sind meist die ältesten erhaltenen Darstellungen dieser Objekte.
Peter Willer war Mennonit. Er hatte ein Grundstück in Petershagen und eine Dienstwohnung in Danzig. Peter Willer war mit der Witwe des Danziger Predigers Peter Kinn verheiratet. Nach deren Tod 1671 lebte er mit seinen Stiefkindern weiter zusammen.